# レオン・ムンワイ
- リョン・マンワイ

レオン・ムンワイ（英語: Leong Mun Wai, 漢字表記、中国語: 梁文辉）は、シンガポールの政治家、実業家、投資家。シンガポール国会議員。シンガポール進歩党事務総長。

## 人物・経歴
シンガポール出身。チャイナタウンのショップハウスで家族9人で生活し、ラッフルズ学院を経て、シンガポール政府から奨学金を得て、1979年から日本に留学し、1984年、一橋大学経済学部を首席で卒業した。留学中は在日シンガポール留学生協会（SSAJ）事務局長も務めた。CFA協会認定証券アナリスト。
1986年にシンガポール政府投資公社入社後、1992年にロンドン大学ロンドン・ビジネス・スクールを卒業し、MSc.（経営学修士）取得。メリルリンチ取締役などを経て、1997年にシンガポールに戻り、オーバーシー・チャイニーズ銀行マネージング・ディレクターに就任。2005年DBS銀行マネージング・ディレクター。
プライベート・エクイティ・ファンド Timbre Capitalの最高経営責任者、シンガポール証券取引所懲戒委員会副委員長などを経て、2020年にシンガポール進歩党副事務総長に就任し、同年行われたシンガポール総選挙に臨んだ。選挙の結果与党人民行動党に敗れたが、非選挙区選出議員に選出された。2023年シンガポール進歩党事務総長。